# Терентьев, Исаак Терентьевич
Исаа́к Тере́нтьевич Тере́нтьев (22 марта 1919, Сарлайкино, Козьмодемьянский уезд, Казанская губерния, РСФСР — 23 мая 1995, Виловатово, Горномарийский район, Марий Эл, Россия) — горномарийский советский деятель сельского хозяйства, агроном. Старший, главный агроном совхоза «Сила» Горномарийского района Марийской АССР (1958—1980). Заслуженный агроном РСФСР (1960). Участник Великой Отечественной войны. Член ВКП(б).

## Биография
Родился 22 марта 1919 года в д. Сарлайкино ныне Горномарийского района Марий Эл в крестьянской семье.
С 1937 года — агроном в с. Еласы Горномарийского района Марийской АССР.
В октябре 1940 года призван в РККА. Участник Великой Отечественной войны: в 1942 году — выпускник военного училища, командир взвода охраны войск НКВД в Москве, участник обороны Москвы; с 1944 года — в Ленинградском военном округе, лейтенант. Демобилизовался из армии в марте 1947 года. Награждён орденом Отечественной войны II степени и медалями.
В 1956 году окончил Чувашский сельскохозяйственный институт. С 1958 года — старший, в 1970—1980 годах — главный агроном совхоза «Сила» Горномарийского района Марийской АССР.
В 1963—1971 годах избирался депутатом Верховного Совета Марийской АССР VI—VII созыва. Также избирался депутатом сельсовета в родном районе.
За вклад в развитие сельского хозяйства в 1960 году ему присвоено почётное звание «Заслуженный агроном РСФСР». Награждён орденом «Знак Почёта», медалями, в том числе дважды — золотой медалью ВДНХ, а также Почётной грамотой Президиума Верховного Совета Марийской АССР.
Скончался 23 мая 1995 года в д. Виловатово Горномарийского района Марий Эл.

## Звания и награды

### Трудовые
- Заслуженный агроном РСФСР (1960)[1][2]
- Заслуженный агроном Марийской АССР
- Орден «Знак Почёта» (1965)[1][2]
- Золотая медаль ВДНХ (1966, 1969)[1][2]
- Бронзовая медаль ВДНХ (1974)[1][2]
- Медаль «За доблестный труд. В ознаменование 100-летия со дня рождения Владимира Ильича Ленина» (1970)[1][2]
- Почётная грамота Президиума Верховного Совета Марийской АССР (1979)[1][2]

### Боевые
- Орден Отечественной войны II степени (23.12.1985)[5][6]
- Медаль «За оборону Москвы»[5]
- Медаль «За победу над Германией в Великой Отечественной войне 1941—1945 гг.»[5]